# Азазель (Marvel Comics)
Азазель (англ. Azazel) — суперзлодей комиксов издательства Marvel Comics. Впервые появился в выпуске Uncanny X-Men #428 (октябрь 2003) в сюжетной линии «The Draco» и был создан писателем Чаком Остином и художником Шоном Филлипсом. Азазель является биологическим отцом Ночного Змея.

## Вымышленная биография
Азазель — один из самых древних мутантов, он существует ещё с библейских времён. Является правителем нейяфемов — расы демонов-мутантов, и утверждает, что Земля и все земные расы принадлежат ему. Властен и горд, за время своего существования неоднократно захватывал и убивал людей или заставлял поклоняться себе. Другая группа мутантов, чейярафим, известные как ангелы-мутанты, изгнали Азазеля и его расу в Бримстон — параллельное измерение, которое Ночной Змей использует для своих телепортаций. Выбраться оттуда удалось только Азазелю благодаря его способности к телепортации — он мог покидать Бримстон только на короткие периоды времени, которое использовал для продолжения своего рода, так как наличие детей поможет ему увеличивать свою силу, «подпитываясь» от них.
Азазель — отец троих детей, в том числе Курта Вагнера — Ночного Змея, матерью которого является Мистик. Много лет назад, молодая Мистик была замужем за неким Кристианом Вагнером, богатым бароном, который был не способен зачать ребёнка. В то же время, Азазель, который искал подходящих женщин, способных родить ему детей со сверхспособностями, познакомился с Мистик. Изначально, она была ему нужна только как мать ребёнка для увеличения его сил, но позже он влюбился в неё и Мистик стала единственной женщиной, которую он любил. Когда Мистик забеременела, о попытке Азазеля выбраться из Бримстона узнали ангелы-мутанты и попытались убить его, Мистик и её нерождённого ребёнка. Азазель, поняв, что она будет в безопасности, если он оставит её, исчез, а Мистик, так никогда и не узнав, что Азазель хотел её спасти, ненавидела его. Кроме Курта у Азазеля ещё двое детей — Абисс и Киви Блэк.

## Силы и способности
- Азазель способен генерировать энергию, с помощью которой он может парализовать, устроить взрыв, ранить.
- Он и другие демоны-нейяфемы уязвимы для крови чейярафимов, которая дает им способность к заживлению — от их крови демоны умирают.
- Одна из главных способностей Азазеля — телепортация. В отличие от своего сына Ночного Змея, ему не нужно видеть или знать конечную точку приземления.
- Обладает исцеляющим фактором, сверхчеловеческой силой (поднимает до 4 тонн), скоростью и ловкостью.
- Кроме того, он обладает способностью телепатии и психотического воздействия, способен читать мысли и влиять на волю людей.
- Азазель бессмертен, его возраст — несколько тысяч лет. Долгая жизнь позволила ему отточить навыки владения мечом и другим оружием, а также навыки слежки, акробатики и боевых искусств.
- В схватках часто использует два меча, с которыми умеет обращаться мастерски.

## Вне комиксов

Джейсон Флемминг в роли Азазеля в фильме 2011 года «Люди Икс: Первый Класс».

- Актёр Джейсон Флемминг исполнил роль Азазеля в фильме 2011 года «Люди Икс: Первый Класс»[1]. По сюжету, Азазель является членом Клуба Адского пламени вместе с Эммой Фрост, Себастьяном Шоу и Риптайдом, и одним из главных антагонистов фильма. Его прошлое неизвестно, но известно, что он немного знает русский язык. В финале он присоединяется к Магнето вместе с Риптайдом, Анхель Сальвадор и Мистик.
- Согласно фильму «Люди Икс: Дни минувшего будущего» к моменту 1973 года Азазель был уже убит людьми Боливара Траска[2][3], а его тело было использовано для исследования мутантов[4].
- Азазель появился в фильме «Дэдпул и Росомаха»